# District de Dewas
Le district de Dewas (hindi : देवास ज़िला) est un district de l'état du Madhya Pradesh, en Inde,

## Géographie
Au recensement de 2011, sa population compte 1 563 107 habitants.
Son chef-lieu est la ville de Dewas. 